# George Green (cầu thủ bóng đá, sinh năm 1914)
George Frederick Green (22 tháng 12 năm 1914 – tháng 6 năm 1995) là một cầu thủ bóng đá, thi đấu cho Bradford Park Avenue, Huddersfield Town & Reading. Ông sinh ra ở Northowram, ở West Riding of Yorkshire.